# Санкісан-Мару
Санкісан-Мару (Sankisan Maru) — судно, яке взяло участь у операціях японських збройних сил на Каролінських островах. 
Судно спорудили в 1942 році на верфі Harima Shipbuilding and Engineering у Айой для компанії Kaburagi Kisen (в окремих джерелах можна зустріти версію, що це було трофейне судно, споруджене в 1920 році на верфі у Такомі та мало назву Red Hook).
Відомо, що 6 жовтня 1943-го судно вийшло з Йокосуки у складі конвою № 3026, що прямував на атол Трук у центральній частині Каролінських островів (тут ще до війни створили потужну базу японського ВМФ, звідки до лютого 1944-го провадились операції у цілому ряді архіпелагів). 28 жовтня «Санкісан-Мару» через технічні несправності було вимушене узяти курс на Тітдзіму (архіпелаг Огасавара), куди прибуло в ніч проти 30 жовтня у супроводі кайбокана «Фукує». 
31 січня 1944-го Санкісан-Мару вийшло з Йокосуки у складу конвою №3131, який 12 лютого прибув на Трук.
17 лютого 1944-го по Труку завдало потужного удару американське авіаносне угруповання (операція «Хейлстоун»), яке змогло знищити в цьому рейді кілька бойових кораблів та близько трьох десятків інших суден. «Санкісан-Мару» було уражене бомбою в один з трюмів, що призвело до детонації амуніції та руйнації кормової частини. Судно затонуло, причому рештки лежать на глибинах від 5 до 34 метрів.
У добре збереженій передній частині «Санкісан-Мару» дайвери виявили двигуни для винищувачів «Зеро», різноманітні запасні частини, вантажівки, які перевозились на палубі, а також невелику кількість набоїв і медичних припасів. Крім того, з решток судна зібрали 284 глибинні бомби, що мало запобігти нещасним випадкам серед дайверів.